# Henry Foster
Henry Foster (* August 1796 in Woodplumpton bei Preston, Lancashire; † 5. Februar 1831 im Río Chagres, Panama) war ein britischer Marineoffizier, Geowissenschaftler sowie Teilnehmer und Leiter von Arktis- und Antarktis-Expeditionen.

## Leben
Als ältester Sohn eines anglikanischen Geistlichen war für Henry Foster ein Werdegang in der Kirche vorgesehen, er trat jedoch 1812 in die Royal Navy ein und diente zunächst auf der HMS York. 1815 zum Sub-Lieutenant befördert wandte er sich nach dem Ende der napoleonischen Kriege verstärkt astronomischen und geodätischen Studien zu. Von 1817 bis 1819 fuhr er auf der HMS Blossom und nahm die Vermessung der Mündung des Columbia River vor. 1819 kartierte er das nördliche Ufer des Río de la Plata. 1823 fuhr er auf der HMS Griper unter Kapitän Douglas Clavering und kartierte mit diesem die grönländische Ostküste zwischen 72° 30′ und 74° Nord. Auf dieser Reise assistierte er auch Edward Sabine, der das Erdschwerefeld mittels des Reversionspendels untersuchte, um damit indirekt die Gestalt der Erde zu vermessen. Auf weiteren Seereisen setzte Foster Sabines Arbeiten fort. Er wurde 1824 zum Mitglied der Royal Society gewählt und für seine wissenschaftlichen Beobachtungen auf den Gebieten des Erdmagnetismus und der Astronomie sowie für seine Pendelexperimente zur Gravitation 1827 mit der Copley-Medaille ausgezeichnet.
1824 nahm er unter William Edward Parry an Bord der HMS Hecla an einer Expedition zur Auffindung der Nordwestpassage teil. 1827 beteiligte er sich an der britischen Nordpol-Expedition, die ebenfalls von Parry geleitet wurde. Während dieser versuchte, den Nordpol zu erreichen, kartierte Foster den nördlichen Teil der Hinlopenstraße, der Meerenge zwischen den beiden Hauptinseln des Spitzbergen-Archipels.
Von Dezember 1827 bis 1831 war er Commander der HMS Chanticleer und leitete die erste rein wissenschaftliche Antarktis-Expedition. Er vermaß erstmals die südlich von Kap Hoorn gelegenen Südlichen Shetlandinseln an der Spitze der Antarktischen Halbinsel. Auf der Rückreise nahm er Trinity Island in Südgeorgien für die englische Krone in Besitz. Foster ertrank 1831 bei Vermessungsarbeiten im Río Chagres in Panama.
Port Foster auf Deception Island, Mount Foster auf Smith Island, Kap Foster auf der James-Ross-Insel, die Fosterbucht in Ostgrönland und die Fosterinseln in der Hinlopenstraße sind nach ihm benannt.